# بلواسکوپ
بلواسکوپ (انگلیسی: BlueScope) شرکت فولاد استرالیایی است، که در سال ۲۰۰۲ تأسیس شد.